# براکی‌تراپی
براکی‌تراپی (به انگلیسی: Brachytherapy) یا نزدیک‌درمانی نوعی تکنیک پرتودرمانی است که در آن یک منبع تابش اشعه با ایزوتوپ‌های رادیو اکتیو در داخل یا در نزدیکی ناحیه‌ای که به درمان نیاز دارد قرار می‌گیرد. واژه «براکی تراپی» از کلمه یونانی βραχύς (براکیس) به معنی «فاصله کوتاه» یا «کوتاه» گرفته شده است و به همین دلیل این روش به عنوان درمانی با تابش کوتاه‌برد شناخته می‌شود. در این درمان، تابش دقیقاً در همان جایی که نیاز به درمان است، به بافت سرطانی وارد می‌شود، که موجب کاهش آسیب به بافت‌های سالم اطراف می‌شود.
براکی تراپی به عنوان یک گزینه درمانی مؤثر برای انواع مختلفی از سرطان‌ها شناخته می‌شود. این روش در درمان سرطان‌های دهانه رحم، پروستات، سینه، مری و پوست کاربرد دارد. علاوه بر این، می‌توان از براکی تراپی برای درمان تومورهای سرطانی در دیگر نقاط بدن نیز استفاده کرد. نتایج مطالعات و تجربیات درمانی نشان داده‌اند که میزان بهبودی بیماران در براکی تراپی مشابه یا حتی بهتر از جراحی و رادیوتراپی پرتوی خارجی (EBRT) است و وقتی براکی تراپی به‌طور ترکیبی با سایر درمان‌ها مانند جراحی، شیمی درمانی یا EBRT به کار گرفته شود، می‌تواند نتایج بسیار بهتری داشته باشد و شانس بهبودی بیمار را افزایش دهد.
براکی‌تراپی الکترونیکی نیز که به دلیل حذف نیاز به مواد رادیواکتیو سنتی، ایمنی بیشتر و سهولت استفاده برای بیماران و پزشکان فراهم می‌کند، به سرعت در حال رشد است. این فناوری به ویژه در کلینیک‌ها و بیمارستان‌هایی که زیرساخت‌های کافی برای مدیریت منابع رادیواکتیو ندارند، جذابیت ویژه‌ای پیدا کرده است. همچنین، پیشرفت‌های جدید در طراحی دستگاه‌های HDR و LDR، همراه با استفاده از سیستم‌های هدایت تصویربرداری مانند MRI و CT، دقت و اثربخشی این درمان را افزایش داده‌اند. از این رو، انتظار می‌رود که براکی‌تراپی نه تنها به عنوان یک روش مؤثر، بلکه به عنوان بخشی حیاتی از پروتکل‌های درمان سرطان در آینده، محبوبیت بیشتری پیدا کند.
بازار جهانی براکی‌تراپی در سال ۲۰۱۳ به ۶۸۰ میلیون دلار رسید که از این مقدار، ۷۰ درصد مربوط به بخش‌های دُز بالا (HDR) و دُز پایین (LDR) بود. ۳۰ درصد باقی‌مانده نیز شامل میکروسفرها و براکی‌تراپی الکترونیکی می‌شد. بر اساس یک تحلیل، پیش‌بینی می‌شود که بازار براکی‌تراپی تا سال ۲۰۳۰ به بیش از ۲٫۴ میلیارد دلار برسد و با نرخ رشد سالانه ۸ درصد افزایش یابد. این رشد عمدتاً به بازار میکروسفرها و همچنین براکی‌تراپی الکترونیکی مربوط می‌شود که به دلیل ویژگی‌های کاربرپسند، به‌طور قابل توجهی در سراسر جهان مورد توجه قرار گرفته است.

## تفاوت براکی‌تراپی با سایر روش‌های رادیوتراپی
براکی تراپی با سایر انواع رادیوتراپی، مانند رادیوتراپی منبع باز و رادیوتراپی پرتوی خارجی (EBRT)، تفاوت‌های اساسی دارد. در رادیوتراپی منبع باز، یک رادیوایزوتوپ درمانی به بدن بیمار تزریق می‌شود تا به‌طور شیمیایی به ناحیه مورد نظر برسد و بافت‌های سرطانی را تخریب کند. اما در براکی تراپی، منابع تابش در محل دقیق تومور سرطانی قرار داده می‌شوند و تابش مستقیماً در همان ناحیه بر روی بافت‌های سرطانی اعمال می‌شود.
در روش رادیوتراپی پرتوی خارجی (EBRT)، تابش‌های پرقدرت پرتوی ایکس یا پرتوی گاما از خارج بدن به سمت تومور هدایت می‌شوند. این روش در برخی مواقع می‌تواند به بافت‌های سالم اطراف آسیب وارد کند، زیرا تابش باید از مسیرهای مختلفی عبور کند تا به تومور برسد. اما در براکی تراپی، تابش از داخل بدن و به‌طور دقیق در محل تومور اعمال می‌شود. به همین دلیل، این روش خطر آسیب به بافت‌های سالم را کاهش می‌دهد و دقت بالاتری در درمان دارد.
منابع تابش در براکی تراپی معمولاً شامل رادیوایزوتوپ‌هایی مانند ید-۱۲۵ یا سزیوم-۱۳۱ هستند که در یک کپسول محافظ قرار داده می‌شوند. این کپسول‌ها به گونه‌ای طراحی شده‌اند که اجازه می‌دهند تابش یونیزه از آن‌ها خارج شده و به درمان بافت‌های سرطانی بپردازد، در حالی که از حرکت یا حل شدن رادیوایزوتوپ در مایعات بدن جلوگیری می‌شود. در برخی موارد، پس از اتمام درمان، این کپسول‌ها برداشته می‌شوند، اما در برخی دیگر از ایزوتوپ‌ها، ممکن است کپسول‌ها به‌طور دائم در محل باقی بمانند. این ویژگی براکی تراپی را به یک درمان بسیار خاص و هدفمند تبدیل کرده است که می‌تواند در درمان انواع مختلف سرطان‌ها نتایج مثبت و مؤثری به همراه داشته باشد.

## استفاده‌های درمانی
براکی‌تراپی به‌طور معمول برای درمان سرطان‌های دهانه رحم، پروستات، پستان و پوست استفاده می‌شود. همچنین، براکی‌تراپی می‌تواند برای درمان تومورهای مغز، چشم، ناحیه سر و گردن (لب، کف دهان، زبان، نازوفارنکس و اوروفارنکس)، دستگاه تنفسی (نای و نایژه‌ها)، دستگاه گوارش (مری، کیسه صفرا، مجاری صفراوی، رکتوم، مقعد)، دستگاه ادراری (مثانه، مجرای ادراری، آلت تناسلی)، دستگاه تولیدمثل زنان (رحم، واژن، ولو) و بافت‌های نرم مورد استفاده قرار گیرد. در مراحل پیشرفته‌تر بیماری، براکی‌تراپی می‌تواند به‌عنوان درمان تسکینی برای کاهش علائمی مانند درد و خونریزی استفاده شود.
از آنجا که منابع تابش در براکی‌تراپی به‌طور دقیق در محل تومور قرار می‌گیرند، این روش امکان اعمال دوز بالای تاب پرتوی به یک ناحیه کوچک را فراهم می‌کند. علاوه بر این، به دلیل قرار گرفتن منابع تابش در داخل یا نزدیک تومور، موقعیت آن‌ها نسبت به تومور حتی در صورت حرکت بیمار یا جابجایی تومور در بدن حفظ می‌شود. این ویژگی موجب می‌شود که تابش به‌طور دقیق هدف‌گیری شود و دوز تابش به شکلی مناسب بر روی تومور متمرکز گردد. این دقت بالا خطر آسیب به بافت‌ها، اندام‌ها یا ساختارهای سالم اطراف تومور را کاهش داده و شانس بهبود و حفظ عملکرد اندام را افزایش می‌دهد. استفاده از براکی‌تراپی با دوز بالا (HDR) زمان کلی درمان را در مقایسه با پرتودرمانی خارجی (EBRT) کاهش می‌دهد. بیماران تحت درمان با براکی‌تراپی معمولاً به تعداد کمتری جلسات پرتودرمانی نیاز دارند و برنامه‌های درمانی کلی در زمان کوتاه‌تری تکمیل می‌شوند. بسیاری از روش‌های براکی‌تراپی به صورت سرپایی انجام می‌شوند که این امر به ویژه برای بیمارانی که شاغل هستند، افراد مسن یا بیمارانی که در فاصله دور از مراکز درمانی زندگی می‌کنند، اهمیت دارد. زمان کوتاه‌تر درمان و روش‌های سرپایی همچنین می‌توانند کارایی کلینیک‌های پرتودرمانی را بهبود بخشند.

### سرطان دهانهٔ رحم
براکی‌تراپی یکی از روش‌های رایج در درمان سرطان دهانه رحم در مراحل اولیه یا محدود به منطقه خاص است و در بسیاری از کشورها به عنوان یک روش استاندارد شناخته می‌شود. این درمان می‌تواند به صورت دوز پایین (LDR)، دوز پالس (PDR)، یا دوز بالا (HDR) انجام شود. استفاده از براکی‌تراپی در کنار پرتودرمانی خارجی (EBRT) نتایج بهتری نسبت به استفاده از EBRT به تنهایی به همراه دارد.
یکی از ویژگی‌های کلیدی براکی‌تراپی دقت بالای آن است که امکان تحویل دوز بالایی از تابش هدفمند به دهانه رحم را فراهم می‌کند، در حالی که میزان تابش به بافت‌ها و اندام‌های مجاور را به حداقل می‌رساند. این ویژگی نه تنها باعث افزایش اثربخشی درمان می‌شود، بلکه عوارض جانبی احتمالی را نیز کاهش می‌دهد. احتمال بقای بدون بیماری (disease-free survival) و بقای کلی (overall survival) در روش‌های LDR, PDR و HDR مشابه است. با این حال، یکی از مزایای اصلی روش HDR این است که هر دوز را می‌توان در مدت کوتاهی و به صورت سرپایی تجویز کرد، که این امر راحتی بیشتری برای بیماران فراهم می‌کند. تحقیقات نشان می‌دهند که برای درمان سرطان پیشرفته موضعی دهانه رحم، استفاده از ترکیبی از پرتودرمانی خارجی (EBRT) و براکی‌تراپی داخل‌حفره‌ای (intracavity brachytherapy) ضروری است. این ترکیب، ضمن افزایش دوز تابش در ناحیه تومور، احتمال موفقیت درمان و کنترل بیماری را نیز به‌طور قابل توجهی افزایش می‌دهد.

### سرطان پروستات
پرتو درمانی از نوع براکی‌تراپی برای درمان سرطان پروستات یکی از روش‌های مؤثر و پیشرفته است که به دو شکل اصلی انجام می‌شود: کاشت دائمی دانه‌های رادیواکتیو با دوز پایین (LDR) و براکی‌تراپی موقت با دوز بالا (HDR). هر یک از این روش‌ها با توجه به ویژگی‌های بیمار و مرحله بیماری انتخاب می‌شود و مزایای خاص خود را دارد:

#### کاشت دائمی دانه‌های رادیواکتیو (LDR)
در این روش، دانه‌های کوچک رادیواکتیو به‌طور دائمی در داخل پروستات کاشته می‌شوند. این دانه‌ها، که معمولاً از مواد رادیواکتیوی همچون ید-۱۲۵ یا پالادیوم-۱۰۳ ساخته شده‌اند، پرتوی کم‌شدتی تولید می‌کنند که به‌طور مداوم و طولانی‌مدت به سلول‌های سرطانی آسیب می‌رساند و از تکثیر آن‌ها جلوگیری می‌کند. این روش معمولاً برای بیمارانی که تومور موضعی و غیرتهاجمی دارند و پیش‌آگهی خوبی برای درمان دارند، استفاده می‌شود. مطالعات نشان داده‌اند که کاشت دائمی دانه‌ها یک درمان مؤثر است که احتمال بازگشت سرطان را کاهش می‌دهد. از مزایای اصلی این روش می‌توان به موارد زیر اشاره کرد:
- عوارض جانبی کمتر: احتمال ناتوانی جنسی و بی‌اختیاری ادرار در مقایسه با جراحی یا پرتو درمانی خارجی کمتر است.
- زمان کوتاه درمان: این روش به‌صورت سرپایی انجام می‌شود و بیماران معمولاً می‌توانند در همان روز درمان به خانه بازگردند و فعالیت‌های روزمره خود را پس از یک یا دو روز از سر بگیرند.
- کم‌تهاجمی بودن به دلیل عدم نیاز به جراحی باز: این روش یک گزینه مناسب برای بیمارانی است که نمی‌خواهند یا نمی‌توانند جراحی کنند.

علاوه بر این، کاشت دائمی دانه‌های رادیواکتیو به دلیل دقت بالا و تأثیر طولانی‌مدت آن، به‌عنوان یکی از روش‌های استاندارد درمانی در سرطان‌های پروستات غیرتهاجمی شناخته شده است.

#### براکی‌تراپی موقت با دوز بالا (HDR)
براکی‌تراپی HDR یک روش نوین‌تر است که از دوزهای بالای پرتو برای درمان سرطان استفاده می‌کند، اما برخلاف روش LDR، مواد رادیواکتیو به‌صورت موقت در پروستات قرار داده می‌شوند و پس از مدت کوتاهی خارج می‌گردند. این روش به‌ویژه برای بیمارانی مناسب است که نیاز به دوز بالاتر و دقیق‌تری از پرتودرمانی دارند. براکی‌تراپی HDR معمولاً به‌عنوان تقویت‌کننده (boost therapy) همراه با پرتو درمانی خارجی (EBRT) به کار می‌رود. مزایای اصلی این روش عبارت‌اند از:
- تحویل دقیق دوز: این روش امکان تطبیق پرتودرمانی با شکل تومور را فراهم می‌کند و از آسیب به بافت‌های سالم اطراف مانند مثانه و رودهٔ بزرگ جلوگیری می‌کند.
- مدت زمان کوتاه‌تر درمان: ترکیب HDR با EBRT می‌تواند زمان کلی پرتو درمانی را نسبت به استفاده از EBRT به‌تنهایی کاهش دهد.
- انعطاف‌پذیری بالا: HDR این امکان را فراهم می‌کند که دوزهای بسیار بالای پرتو به‌صورت دقیق و کنترل‌شده به ناحیه مورد نظر ارسال شود.

روش HDR به‌ویژه برای تومورهای پیچیده‌تر یا بیمارانی که نیاز به ترکیب چند روش درمانی دارند، انتخابی مناسب است. این روش به دلیل تکنیک پیشرفته‌ای که در توزیع پرتوی درمانی دارد، در حال گسترش است و به‌تدریج جایگاه خود را در درمان‌های استاندارد سرطان پروستات پیدا می‌کند. براکی‌تراپی، چه به صورت دائمی (LDR) و چه موقت (HDR)، یکی از روش‌های مؤثر و پیشرفته برای درمان سرطان پروستات است. انتخاب روش مناسب بستگی به وضعیت بیمار، مرحله سرطان و ترجیحات درمانی دارد. هر دو روش با کاهش عوارض جانبی و افزایش اثربخشی درمان، نقش مهمی در مدیریت و درمان سرطان پروستات ایفا می‌کنند.

### سرطان سینه
پرتودرمانی یکی از روش‌های استاندارد درمان برای زنانی است که جراحی لامپکتومی یا ماستکتومی انجام داده‌اند و بخشی جدایی‌ناپذیر از درمان حفظ سینه به‌شمار می‌رود. براکی‌تراپی ممکن است پس از جراحی، پیش از شیمی‌درمانی یا به‌صورت تسکینی استفاده شود. برای درمان سرطان سینه، براکی‌تراپی معمولاً با روش HDR (براکی‌تراپی با دوز بالا و موقت) انجام می‌شود. پس از جراحی، براکی‌تراپی سینه می‌تواند به‌عنوان تقویت‌کننده پس از پرتودرمانی کل سینه (WBI) با استفاده از پرتودرمانی خارجی (EBRT) استفاده شود. اخیراً، براکی‌تراپی به‌تنهایی برای ارائه APBI (پرتودرمانی تسریع‌شده بخشی از سینه) استفاده می‌شود که فقط منطقهٔ اطراف تومور اصلی را هدف قرار می‌دهد.
مزیت اصلی براکی‌تراپی سینه در مقایسه با پرتودرمانی کل سینه این است که دوز بالای پرتو می‌تواند به‌طور دقیق بر روی تومور اعمال شود، درحالی‌که بافت سالم سینه و ساختارهای زیربنایی مانند دنده‌ها و ریه‌ها در معرض پرتو قرار نمی‌گیرند APBI. معمولاً طی یک هفته تکمیل می‌شود. گزینه براکی‌تراپی ممکن است به‌ویژه برای زنانی که شاغل هستند، افراد سالمند یا کسانی که دسترسی آسانی به مراکز درمانی ندارند، اهمیت داشته باشد، زیرا طول درمان در مقایسه با WBI که معمولاً به ۱ تا ۲ ماه زمان نیاز دارد، کوتاه‌تر است.
برای ارائه براکی‌تراپی سینه، پنج روش وجود دارد:
1. براکی‌تراپی بین‌بافتی سینه: این روش شامل قرار دادن موقت چندین کاتتر پلاستیکی انعطاف‌پذیر در بافت سینه است. این کاتترها به‌طور دقیق در موقعیت مناسب قرار می‌گیرند تا پرتو به‌طور بهینه به ناحیه درمان هدایت شود و بافت‌های اطراف آسیب نبینند. کاتترها به دستگاهی به نام افترلودر متصل می‌شوند که دوز برنامه‌ریزی‌شده پرتودرمانی را به ناحیه درمان ارسال می‌کند. از براکی‌تراپی بین‌بافتی سینه می‌توان به‌عنوان «تقویت‌کننده» پس از EBRT یا به‌عنوان APBI استفاده کرد.[۳۳]
2. براکی‌تراپی داخل حفره‌ای سینه: در این روش که با نام براکی‌تراپی بالونی نیز شناخته می‌شود، یک کاتتر به داخل حفرهٔ باقی‌مانده پس از لامپکتومی وارد می‌شود. کاتتر می‌تواند در زمان جراحی یا پس از آن قرار داده شود. پس از ورود، بالونی درون حفره باد می‌شود و کاتتر به دستگاه افترلودر متصل می‌شود که دوز پرتودرمانی را از طریق کاتتر به داخل بالون ارسال می‌کند. این روش در حال حاضر فقط برای APBI به کار می‌رود. برخی دستگاه‌ها نیز ویژگی‌های براکی‌تراپی بین‌بافتی و داخل حفره‌ای را ترکیب می‌کنند (مانند دستگاه SAVI). این دستگاه‌ها با استفاده از چندین کاتتر که از یک نقطه ورود وارد می‌شوند، امکان هدف‌گیری دقیق‌تر پرتو را فراهم می‌کنند.[۳۶]
3. پرتودرمانی داخل‌عملیاتی (IORT): در این روش، پرتو در همان زمان جراحی برای برداشتن تومور (لامپکتومی) اعمال می‌شود. پس از برداشتن تومور، یک اپلیکاتور در حفرهٔ ایجادشده قرار می‌گیرد و یک دستگاه الکترونیکی پرتابل پرتوهای ایکس یا الکترون را از طریق اپلیکاتور به ناحیه ارسال می‌کند. پس از اتمام پرتودرمانی، اپلیکاتور برداشته شده و برش بسته می‌شود.[۳۷][۳۸]
4. کاشت دائمی دانه‌های رادیواکتیو در سینه: در این روش، دانه‌های رادیواکتیو کوچک در ناحیهٔ اطراف تومور به‌صورت دائمی کاشته می‌شوند، مشابه براکی‌تراپی پروستات. این دانه‌ها در یک فرایند ۱ تا ۲ ساعته کاشته می‌شوند و طی چند ماه پرتو را به آرامی منتشر می‌کنند.[۳۹] مطالعات نشان داده است که خطر پرتودهی این دانه‌ها به دیگران (مانند شریک زندگی) ایمن است.[۴۰]
5. براکی‌تراپی غیرتهاجمی سینه با استفاده از ماموگرافی برای هدف‌گیری و منبع HDR.

## عوارض جانبی
احتمال و نوع عوارض جانبی حاد، نیمه‌حاد یا طولانی‌مدت مرتبط با براکی‌تراپی به موقعیت تومور تحت درمان و نوع براکی‌تراپی بستگی دارد.

#### عوارض حاد[۴۱]
عوارض جانبی حاد مرتبط با براکی‌تراپی شامل کبودی موضعی، تورم، خونریزی، ترشح یا ناراحتی در ناحیه کاشت است. این عوارض معمولاً طی چند روز پس از اتمام درمان برطرف می‌شوند. همچنین ممکن است بیماران برای مدت کوتاهی پس از درمان احساس خستگی کنند. براکی‌تراپی برای سرطان دهانه رحم یا پروستات می‌تواند علائم ادراری حاد و موقت مانند احتباس ادرار، بی‌اختیاری ادرار یا درد هنگام ادرار (دیسوریا) ایجاد کند. همچنین ممکن است افزایش موقت در دفعات دفع مدفوع، اسهال، یبوست یا خونریزی خفیف رکتوم رخ دهد. این عوارض حاد و نیمه‌حاد معمولاً طی چند روز یا چند هفته برطرف می‌شوند.
در مورد براکی‌تراپی دائمی (کاشت دانه) برای سرطان پروستات، احتمال کمی وجود دارد که برخی از دانه‌ها از ناحیه درمان به مثانه یا مجرای ادرار منتقل شده و از طریق ادرار دفع شوند.
براکی‌تراپی برای سرطان پوست ممکن است باعث پوسته‌ریزی لایه‌های بیرونی پوست در ناحیه درمان شود که معمولاً طی ۵ تا ۸ هفته بهبود می‌یابد. اگر سرطان در ناحیه لب باشد، ممکن است زخم‌هایی ایجاد شود که معمولاً پس از ۴ تا ۶ هفته برطرف می‌شوند.
بیشتر عوارض جانبی حاد مرتبط با براکی‌تراپی را می‌توان با دارو یا تغییرات رژیم غذایی مدیریت کرد و این عوارض معمولاً پس از اتمام درمان (معمولاً طی چند هفته) از بین می‌روند. عوارض جانبی حاد براکی‌تراپی با دوز بالا (HDR) به‌طور کلی مشابه پرتودرمانی خارجی (EBRT) است.

#### عوارض طولانی‌مدت
در تعداد کمی از افراد، براکی‌تراپی ممکن است به دلیل آسیب یا اختلال در بافت‌ها یا اندام‌های مجاور باعث عوارض طولانی‌مدت شود. این عوارض معمولاً خفیف یا متوسط هستند. به‌عنوان مثال، مشکلات ادراری و گوارشی ممکن است در نتیجه براکی‌تراپی برای سرطان دهانه رحم یا پروستات ادامه یابد و نیاز به مدیریت مداوم داشته باشد.
براکی‌تراپی برای سرطان پروستات ممکن است باعث اختلال نعوظ در حدود ۱۵ تا ۳۰ درصد از بیماران شود. با این حال، خطر اختلال نعوظ به سن (افراد مسن‌تر بیشتر در معرض خطر هستند) و همچنین وضعیت عملکرد نعوظ پیش از دریافت براکی‌تراپی بستگی دارد. در بیمارانی که دچار اختلال نعوظ می‌شوند، اکثر موارد با داروهایی مانند ویاگرا قابل درمان هستند. به‌طور کلی، خطر اختلال نعوظ پس از براکی‌تراپی کمتر از جراحی رادیکال پروستاتکتومی است.
براکی‌تراپی برای سرطان سینه یا پوست ممکن است باعث تشکیل بافت اسکار در اطراف ناحیه درمان شود. در مورد براکی‌تراپی سینه، نکروز چربی ممکن است به دلیل ورود اسیدهای چرب به بافت‌های سینه رخ دهد. این وضعیت می‌تواند باعث تورم و حساسیت در بافت سینه شود. نکروز چربی یک وضعیت خوش‌خیم است و معمولاً ۴ تا ۱۲ ماه پس از درمان رخ می‌دهد و حدود ۲ درصد از بیماران را تحت تأثیر قرار می‌دهد.

## پیشینه
در سال ۱۹۰۱ میلادی نخستین گزارش از ابداع روش براکیتراپی در محافل علمی منتشر گردید. در این گزارش از سوزن‌های آغشته به رادیوم استفاده گردیده بود.